# Norwich
Norwich je grad u Norfolku u Engleskoj, oko 160 kilometara sjeveroistočno od Londona. 
Smješten na rijeci Wensum, Norwich je okružni grad Norfolka i tradicionalno se smatra glavnim gradom Istočne Anglije. Njegovo je stanovništvo u 2019. godini procijenjeno na 197.212 stanovnika. Lokalna uprava grada je Gradsko vijeće Norwicha.
Lokalitet suvremenog Norwicha naselili su Anglosaksonci između 5. i 7. stoljeća, u blizini nekadašnjeg glavnog grada Iceni i rimskog grada Venta Icenorum. Norwich se potpuno uspostavio kao grad u 10. stoljeću i razvio se u istaknuto središte trgovine u Istočnoj Angliji. Katedrala i dvorac Norwich osnovani su ubrzo nakon Normanskog osvajanja Engleske 1066. godine. Norwich je dobio status grada od kralja Rikarda I. Lavljeg Srca 1194. Grad je u velikoj mjeri imao koristi od trgovine vunom tijekom srednjeg vijeka i napredovao je kao luka s visokom statusom; do 18. stoljeća bio je drugi po veličini grad u Engleskoj (nakon Londona).
Norwich je izgubio na važnosti dolaskom industrijske revolucije i usponom novih industrijskih gradova na sjeveru. Grad je prošao deindustrijalizaciju u 19. stoljeću, ali je i dalje bio regionalno poljoprivredno i proizvodno središte, s istaknutom postolarskom industrijom. Nakon Drugog svjetskog rata, Norwich se postupno prebacio na gospodarstvo temeljeno na uslugama. Sveučilište East Anglia, osnovano 1963. godine, nalazi se na periferiji Norwicha.